# Chevrolet Greenbrier
Den Zusatznamen Greenbrier verwendete Chevrolet für zwei Fahrzeugtypen. Zunächst wurde in den Modelljahren 1961 bis 1965 ein Kleinbus mit Heckmotor auf Basis des Corvair hergestellt. In den Modelljahren 1969 bis 1972 erhielt ein Kombi der Chevelle-Baureihe diesen Namen.

## Corvair Greenbrier Sportswagon (1961–1965)
Auf Basis des im Modelljahr 1960 vorgestellten Mittelklassewagens Corvair brachte Chevrolet im Folgejahr verschiedene Nutzfahrzeuge heraus, die unter dem Begriff Corvair 95 oder Corvan zusammengefasst wurden. Die Fahrzeuge ähnelten in Aussehen und technischer Ausrichtung dem VW-Bus und besaßen den Sechszylinder-Boxermotor des Corvair mit 2376 cm³ Hubraum, der im Heck eingebaut war und eine Leistung von 80 bhp (59 kW) bei 4400/min. abgab. Mit dem Corvair gemeinsam hatten sie auch den Radstand von 2743 mm und das manuell geschaltete Dreiganggetriebe.
Es gab drei verschiedene Aufbauten. Der einfachste war die Pritsche des Loadside, etwas aufwändiger war ein Pritschenwagen mit seitlicher Bordwand, die als Rampe zum Auf- und Abladen verwendbar war, der Rampside. Dieser Wagen wurde besonders häufig von der Telefongesellschaft Bell System (AT & T) genutzt, da sich bei ihm das Auf- und Abladen der Kabelrollen besonders einfach gestaltete. Die luxuriöseste Variante war der Greenbrier Sportswagon, der mit drei Sitzbänken ausgestattet war und als Kleinbus für Großfamilien vermarktet wurde.
1964 wurde die Produktion des Rampside eingestellt, 1965 die des Loadside. 1965 war für den Greenbrier Sportswagon das letzte Produktionsjahr.
Abgelöst wurde er durch den Chevrolet Van, der den Motor zwischen und hinter den Vordersitzen hatte. Chevrolet folgte damit dem Konstruktionsprinzip, das Konkurrent Ford für den Ford Econoline verwendet hatte.

## Chevelle Greenbrier (1969–1972)

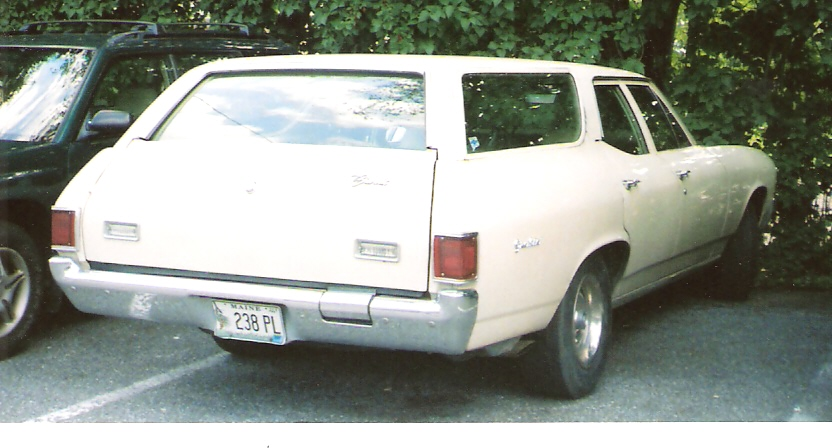
Chevrolet Chevelle Greenbrier 1971

Im Modelljahr 1969 erhielten die 5-türigen Kombimodelle der seit 1964 hergestellten mittelgroßen Chevrolet-Baureihe Chevelle Zusatznamen. Während die einfacheren Kombimodelle der Chevelle-300-Serien 131 / 132 den Beinamen Nomad erhielten, bekamen die Kombimodelle der etwas besser ausgestatteten Chevelle-300-Deluxe-Serien 133 / 134 den Beinamen Greenbrier. Die Spitzenmodelle der Chevelle-Malibu-Serien 135 / 136 hießen Estate Wagon. Bis auf die einfachste Baureihe Nomad, die nur als Sechssitzer verfügbar war, gab es die Kombis wahlweise mit sechs oder neun Sitzplätzen. Motorisiert waren diese Fahrzeuge mit Reihensechs- (nur die Sechssitzer) oder mit V8-Motoren.
Ab 1970 hieß die Chevelle-300-Deluxe-Baureihe einfach nur mehr Chevelle, der Reihensechszylindermotor war für den Kombi nicht mehr erhältlich. 1972 wechselte die Bezeichnung der Baureihe zu Serie 1C. Ab 1973 hießen die Kombimodelle wieder Chevelle Station Wagon.